# 1966年の宝塚歌劇公演一覧
本項目では、1966年の宝塚歌劇公演一覧（1966ねんのたからづかかげきこうえんいちらん）について示す。

## 宝塚公演

### 星組
- 1月1日 - 1月31日 宝塚大劇場

#### 海外公演試作品『日本の祭』 11場
スタッフ
- 作・演出：内海重典
- 音楽：吉崎憲治、中元清純、寺田瀧雄
- 振付：渡辺武雄、河上五郎、二世西川鯉三郎、花柳幾久英、山田卓
- 音楽指揮：橋本和明
- 装置：石浜日出雄
- 衣装：小西松茂、中川菊枝
- 照明：北辻芳一
- 小道具：上田特市
- 効果：坂上勲
- 録音：松永浩志
- 演出助手：阿古健
- 振付助手：高木祥次

主な出演
- 踊る男：天城月江
- 踊る女：黒木ひかる
- 歌う娘：加茂さくら、如月美和子
- 若者：高城珠里
- 党主：美吉左久子
- 若衆：千波淳
- 歌う春駒の男：南原美佐保

#### ミュージカル・ロマンス『夜霧の城の恋の物語』 16場
- 新人公演：1月22日

スタッフ
- 作・演出：菊田一夫
- 演出：鴨川清作
- 音楽：入江薫、中井光晴、寺田瀧雄
- 振付：岡正躬、アキコ・カンダ、関矢幸雄
- 音楽指導：野村陽児
- 装置：渡辺正男
- 衣装：静間潮太郎
- 照明：今井直次
- 小道具：生島道正
- 効果：村上茂
- 録音：松永浩志
- 演出助手：酒井澄夫、岡田敬二
- 振付助手：鈴木武

主な出演・本公演
- クリスチャン：那智わたる
- イングリット：美和久百合
- モートン侯：美吉左久子
- 湖の女王：加茂さくら
- ボリス：安芸ひろみ
- エヴァ：若山かずみ
- ティタス：高城珠里
- ソフィア：千波淳
- 詩人：南原美佐保

主な主演・新人公演
- 安芸ひろみ
- 千草美景
- 天月てるよ
- 直木玉実
- 初日富士子
- 鳳蘭

### 花組
- 2月3日 - 2月27日 宝塚大劇場

#### 海外公演試作品『日本の幻想』 12場
スタッフ
- 作・演出：高木史朗
- 音楽：中元清純
- 音楽指揮：溝口尭
- 振付：花柳寿楽、坂東八重之助、中村万作、若柳吉紳吾、藤間勘寿朗
- 装置：黒田利邦
- 衣装：小西松茂、中川菊枝
- 照明：今井直次
- 小道具：生島道正
- 効果：東信行
- 鳴物：望月太明十郎
- 録音：松永浩志
- 演出補：植田紳爾
- 振付助手：高木祥次

主な出演
- 男、桃山風の女：春日野八千代
- 蘭陵王：桃山千歳
- 歌手：麻鳥千穂、美和久百合
- 三番叟：甲にしき、亜矢ゆたか
- 踊る女：淡路通子、白雪式娘、近衛真理

#### ミュージカル・ロマンス『あゝそは彼の人か』 21場
スタッフ
- 作・演出：白井鐡造
- 演出：横澤秀雄
- 音楽：高井良純、寺田瀧雄、吉崎憲治
- 振付：山田卓、鈴木武
- 音楽指揮：野村陽児
- 装置：石浜日出雄
- 衣装：真野誠二
- 照明：今井直次
- 小道具：上田特市
- 効果：村上茂
- 録音：松永浩志
- 演出助手：大関弘政、岡田敬二

主な出演
- トム・アームストロング：麻鳥千穂
- リタ・カヴアリーニ：八汐路まり
- ロシャール侯：神代錦
- マリイ：常夏めぐみ
- ディジィ：花久仁子
- トムの伯母：桃山千歳、白雪式娘
- ハリー：甲にしき
- ジュゼット：与謝野ひろみ

### 雪組
- 3月2日 - 3月23日 宝塚大劇場

#### 日本民俗舞踊第8集 海外公演試作品『藍と白と紅』 5場
スタッフ
- 取材・構成：宝塚歌劇団 郷土芸能研究会
- 演出・振付：渡辺武雄
- 音楽：高橋廉、堤五郎、中井光晴、河崎恒夫
- 音楽指揮：橋本和明
- 振付：高木祥次、睦千賀
- 装置：黒田利邦
- 衣装：小西松茂
- 照明：北辻芳一
- 小道具：生島道正
- 効果：坂上勲
- 録音：松永浩志
- 演出助手：川井秀幸

主な出演
- 三番叟：大路三千緒
- 王女：三鷹恵子
- 綾踊り歌手：姫由美子
- 須佐之男命：松乃美登里
- 姫：日夏悠理
- 大蛇：曽我桂子

#### ミュージカル・ロマンス『あゝそは彼の人か』 21場
スタッフ
- 作・演出：白井鐡造
- 演出：横澤秀雄

（続演）
主な出演
- トム・アームストロング：真帆志ぶき
- リタ・カヴァリーニ：淀かほる
- ロシャール侯：松乃美登里
- マリイ：姫由美子
- ディシィ：竹里早代
- トムの伯母：葉月恵、水島みのる
- ハリイ：牧美佐緒
- シュゼット：日夏悠理

### 月組
3月25日 - 4月26日 宝塚大劇場

#### 海外公演試作品『日本の四季』 15場
スタッフ
- 作・演出：白井鐡造
- 音楽：十時一夫、中井光晴、高井良純
- 等曲・作詞・作曲：葛原祐川
- 音楽指導：野村陽児
- 振付：花柳寛、花柳幾久英、松本尚女
- 装置：海老名正夫、荒島鶴吉、石浜日出雄
- 衣装：小西松茂、中川菊枝
- 照明：今井直次
- 小道具：生島道正
- 効果：坂上勲
- 録音：松永浩志
- 演出補：柴田侑宏
- 振付補：高木祥次

#### グランド・レビュー『ファンタジア』 17場
- 作・演出は内海重典

### 雪組
- 4月28日 - 5月31日 宝塚大劇場

#### 舞踊劇『南蛮屏風』 4場
スタッフ
- 作・演出：植田紳爾
- 振付：藤間勘十郎
- 音楽：寺田瀧雄
- 音楽指導：野村陽児
- 装置：黒田利邦
- 衣装：小西松茂、中川菊枝
- 照明：今井直次
- 小道具：上田特市
- 効果：村上茂
- 録音：松永浩志
- 演出助手：阿古健
- 振付補：高木祥次

主な出演
- 竜永：大路三千緒
- お佐知：三鷹恵子
- 主膳：岬ありさ
- 深雪：松乃美登里
- 前田多門：真帆志ぶき
- 妙：日夏悠里
- 竜延：牧美佐緒
- 左近：亜矢ゆたか
- 右近：安芸ひろみ

#### オペレッタ『春風とバイオリン』 20場
- 新人公演：5月14日

スタッフ
- 作・演出：高木史朗
- 音楽：中元清純
- 音楽指揮：溝口尭
- 振付：関直人、山田卓、鈴木武
- 装置：渡辺正男
- 衣装：静間潮太郎
- 照明：今井直次
- 小道具：生島道正
- 効果：村上茂
- 録音：松永浩志
- 演出補：川井秀幸、大関弘政

主な出演・本公演
- 村長：清川はやみ
- 皇后：大路三千緒
- フェレンチ伯：松乃美登里
- ミハエル：真帆志ぶき
- エリザ：日夏悠里
- エリナ：可奈潤子
- ミッキー：牧美佐緒
- ロッテ：安芸ひろみ
- カール中尉：亜矢ゆたか
- ユリカ：姫由美子
- フランク：大滝子
- ハンス：汀夏子

主な出演・新人公演
- 汀夏子
- 八方まつみ
- 日夏悠里
- 葉山三千子
- 竹里早代

### 花組
- 6月2日 - 6月29日 宝塚大劇場

#### ミュージカル・コメディ『シンデレラ・イタリアーノ』 18場
- 作・演出は菅沼潤

#### ショー・ミュージカル『2人が出会うとき』 18場
スタッフ
- 作・演出：横澤秀雄
- 作曲：高井良純、河崎恒夫
- 振付：岡正躬
- 音楽指揮：野村陽児
- 振付：佐々木和男、山田卓、朱里みさを
- 装置：石浜日出雄
- 衣装：静間潮太郎
- 照明：北辻芳一
- 小道具：上田特市
- 効果：東信行
- 録音：松永浩志
- 演出助手：岡田敬二
- 振付補：高木祥次

主な出演
- ベルナール、ポポ、太郎：麻鳥千穂
- ミシュリーヌ：近衛真理
- シュゼット、フィフィナ：美和久百合
- ペドロ、花子：甲にしき
- 歌手：淡路通子
- 主人：水穂葉子

### 星組
- 7月1日 - 7月28日 宝塚大劇場

#### 交響舞踊詩『京の川』 12場
スタッフ
- 構成・演出：鴨川清作
- 作曲：中井光靖、入江薫、寺田瀧雄
- 音楽指導：橋本和明
- 振付：花柳寿楽、藤間勘寿郎、花柳芳十郎
- 装置・照明：黒田利邦
- 衣装：静間潮太郎、中川菊枝
- 照明：生島道正
- 効果：坂上勲
- 録音：松永浩志
- 演出助手：酒井澄夫
- 振付補：花柳和可菜

主な出演
- 光君、小百合姫：春日野八千代
- 平家武者、渡辺鋼：神代錦
- 源氏武者：天城月江、千波淳、高城珠里
- 尼：富士ます美
- 素踊りの女：黒木ひかる

#### 狂言舞踊『三人花聟』1場
スタッフ
- 作・演出：白井鐡造
- 作曲：高井良純
- 振付：花柳幾久英
- 音楽指揮：野村陽児
- 狂言指導：茂山千之丞
- 装置：荒島鶴吉、海老名正夫
- 衣装：小西松茂、中川菊枝
- 照明：久保安太郎
- 小道具：生島道正
- 効果：松岡知一
- 演出補：柴田侑宏

主な出演
- お福：若山かずみ
- 千丸：千波淳
- 高之丞：高城珠里
- 美佐岩：南原美佐保

#### ショー・ミュージカル『2人が出会うとき』 18場
- 作・演出：横澤秀雄

（続演）
主な出演
- ベルナール：高城珠里
- ミシュリーヌ：千波淳
- シュゼット：橘香久子
- ペドロ：南原美佐保
- ポポ：直木玉実
- 花子：紅園ゆりか
- 主人：天城月江

### 花組
- 7月30日 - 8月31日 宝塚大劇場

#### 王朝千一夜『鬼にもらった美女』 8場
スタッフ
- 作・演出：柴田侑宏
- 音楽：寺田瀧雄
- 音楽指導：野村陽児
- 装置：黒田利邦
- 衣装：小西松茂、中川菊枝
- 照明：今井直次
- 小道具：上田特市
- 効果：東信行
- 音響監督：松永浩志
- 演出助手：岡田敬二
- 振付補：高木祥次

主な出演
- 乙羽：淡路通子
- 妙衣：白雪式娘
- 紀長谷雄：麻鳥千穂
- 大江三位：甲にしき
- 吉備国麻呂：薫邦子
- 橘友成：風さやか

#### グランドレビュー『夢を売る妖精たち』 41場
スタッフ
- 作・演出：高木史朗
- 音楽：中元清純
- 音楽指揮：溝口尭
- 振付：県洋二、山田卓、関矢幸雄、シェニー・パルミサーノ
- 装置：石浜日出雄、渡辺正男、黒田利邦
- 衣装：静間潮太郎
- 照明：今井直次
- 小道具：生島道正
- 効果：村上茂
- 録音：松永浩志
- 音響技術：宝塚映画
- 演出補：川井秀幸
- 演出助手：阿古健
- 振付補：鈴木武

主な出演
- 星の王子様、純太郎：那智わたる
- ミドリ、西郷隆盛：上月晃
- ピーターパン、三吉：麻鳥千穂
- 博士：美吉左久子、淡路通子、美吉野一也
- ピノキオ：甲にしき
- シンドバット：薫邦子
- 清：郷ちぐさ
- 踊る女：近衛真理

### 月組
- 9月2日 - 9月29日 宝塚大劇場

#### ミュージカル・ファンタジイ『ローレライ』 6場
- 作・演出は阿古健

#### 民謡ミュージカル『恋天狗』 1幕
- 作・演出：植田紳爾

#### ミュージカル・ドラマ『永遠のスーザン』 16場
スタッフ
- 作・演出：小原弘亘
- 音楽：高橋廉、十時一夫、吉崎憲治
- 音楽指揮：橋本和明
- 振付：岡正躬、佐々木和男、山田卓
- 装置：石浜日出雄
- 衣装：真野誠二
- 照明：今井直次
- 小道具：生島道正
- 効果：坂上勲
- 録音：松永浩志
- 演出助手：海野洋司

主な出演
- ジョニー：内重のぼる
- スーザン：八汐路まり
- シンシア：初風諄
- ビル：御幸沙智子
- アンディ：松平三保
- マリオ：豊みのる
- リチャード：古城都
- ジーン：千草美景

### 雪組
- 10月1日 - 10月27日 宝塚大劇場

#### 歌劇『紫式部』 15場
文部省・日本ユネスコ国内委員会後援
スタッフ
- 作・演出：白井鐡造
- 監修：小野晴通
- 作曲：高井良純
- 音楽指揮：野村陽児
- 振付：花柳有洸
- 装置：石浜日出雄
- 衣装：小西松茂、中川菊枝
- 照明：今井直次
- 小道具：上田特市
- 効果：東信行
- 音楽監督：松永浩志
- 演出補：大関弘政
- 振付補：高木祥次

主な出演
- 物語りの女：大路三千緒
- 乳母：三鷹恵子
- 藤原道長：松乃美登里
- 宣孝：真帆志ぶき
- 左右衛門内待：日夏悠理
- 中宮彰子：松本悠里
- 藤原公任：牧美佐緒
- 紫式部：大原ますみ

#### グランド・ショー『ラブ・ラブ・ラブ』 20場
- 作・演出は鴨川清作

### 星組
- 10月29日 - 11月30日 宝塚大劇場

#### 日本民俗舞踊第9集『砂丘』 10集
スタッフ
- 取材・構成：宝塚歌劇団郷土芸能研究会
- 演出・振付：渡辺武雄
- 脚本：阿古健
- 監修：三隅治雄
- 音楽：酒井協、高橋廉、堤五郎、中井光晴、河崎恒夫
- 音楽指揮：橋本和明
- 振付：高木祥次、睦千賀
- 装置：黒田利邦、大藤紀夫
- 衣装：小西松茂、中川菊枝
- 照明：北辻芳一
- 小道具：生島道正
- 効果：坂上勲
- 録音：松永浩志
- 演出助手：阿古健

主な出演
- 老爺：天城月江
- 歌う男：高城珠里、南原美佐保、景千舟
- 歌う女：那月ひとみ、橘香久子
- 安来節の男：清川はやみ

#### グランド・レビュー『わが歌君がため』 17場
スタッフ
- 作・演出：内海重典
- 音楽：入江薫、寺田瀧雄、吉崎憲治
- 音楽指揮：野村陽児
- 振付：岡正躬、佐々木和男、山田卓、内田喜隆
- 装置：真野誠二
- 照明：今井直次
- 小道具：上田特市
- 効果：村上茂
- 録音：松永浩志
- 演出補：柴田侑宏
- 演出助手：岡田敬二
- 振付補：鈴木武

主な出演
- ジョバンニ：真帆志ぶき
- テレーズ：加茂さくら
- アルベール：天城月江
- アリコ：立花公子
- エレーヌ：若山かずみ
- ナネッタ：橘香久子
- セリオ：高城珠里
- 踊る女：大空美鳥

### 月組
- 12月3日 - 12月26日 宝塚大劇場

#### ミュージカル・ファンタジー『薔薇と太陽』 12場
スタッフ
- 作・演出：酒井澄夫
- 音楽：寺田瀧雄
- 音楽指導：野村陽児
- 振付：岡正躬、鈴木武
- 装置：渡辺正男
- 衣装：静間潮太郎
- 照明：久保安太郎
- 小道具：生島道正
- 効果：東信行
- 音響監督：松永浩志
- 演出助手：岡田敬二

主な出演
- 王妃：美山しぐれ
- 王将：御幸沙智子
- ジミイ、アップル王子：古城都
- キャス、マグノリア：初風諄
- ローラ、ローズ姫：千草美景
- ピート：水はやみ
- フイリー：清はるみ

#### 舞踊劇『うかれ殿様』 1場
スタッフ
- 作・演出：川井秀幸
- 音楽：中元清純
- 音楽指揮：溝口尭
- 振付：花柳幾久英
- 装置：黒田利邦
- 衣装：小西松茂、中川菊枝
- 照明：北辻芳一
- 小道具：上田特市
- 効果：村上茂
- 音響監督：松永浩志
- 演出助手：草野旦

主な出演
- 家老：美山しぐれ
- 殿様：内重のぼる
- バテレンの一座の頭：古城都
- 奥方：初風諄

#### グランド・ショー『タイム・イン・タイム』 12景
- 作・演出：菅沼潤

## 東京公演
（）内は、作者または演出者名。

### 月組
- 1月2日 - 1月30日 新宿コマ劇場
  - 『憂愁夫人』（中西武夫、高木史朗 監修）
  - 『レインボー・タカラヅカ』（高木史朗）

特別出演
- 淀かほる
- 真帆志ぶき
- 上月晃
- 水穂葉子
- 近衛真理
- 汀夏子

### 星組
- 3月4日 - 3月30日 東京宝塚劇場
  - 『夜霧の城の恋の物語』（菊田一夫）
  - 『エスカイヤ・ガールス』（鴨川清作）

特別出演
- 美吉佐久子
- 那智わたる
- 美和久百合
- 近衛真理
- 安芸ひろみ

### 花組
- 4月2日 - 4月27日 東京宝塚劇場
  - 『あゝそは彼の人か』（白井鐡造）
  - 『エスカイヤ・ガールス』（鴨川清作）

特別出演
- 神代錦
- 淀かほる
- 水代玉藻
- 那智わたる

### 月組
- 6月2日 - 6月27日 東京宝塚劇場
  - 『日本の四季』（白井鐡造）
  - 『ファンタジア』（内海重典）

特別出演
- 天津乙女
- 打吹美砂
- 瑠璃豊美
- 四条秀子
- 睦千賀
- 如月美和子
- 上月晃

### 雪組
- 8月3日 - 8月31日 東京宝塚劇場
  - 『藍と白と紅』（郷土芸能研究会 構成、渡辺武雄 演出）
  - 『微風とバイオリン<春風とバイオリン・改題>』（高木史朗）

特別出演
- 清はやみ

### 星組
- 9月3日 - 9月28日 東京宝塚劇場
  - 『京の川』（鴨川清作 構成・演出）
  - 『ラ・グラナダ』（内海重典）

特別出演
- 春日野八千代
- 神代錦
- 黒木ひかる
- 上月晃
- 大滝子

### 花組
- 11月1日 - 11月27日 東京宝塚劇場
  - 『日本の幻想』（高木史朗）
  - 『夢を売る妖精たち』（高木史朗）

特別出演
- 美吉佐久子
- 水穂葉子
- 那智わたる
- 上月晃

## 宝塚・東京以外の日本公演
（）内は、作者または演出者名。

### 雪組
- 1月18日・19日 広島
  - 『春夏秋冬』（鴨川清作）
  - 『ゴールデン・タカラヅカ』（鴨川清作）

### 星組
- 4月14日 - 4月24日 豊橋、名古屋、蒲郡、刈谷、松本、小松、金沢
  - 『雪月花』（鴨川清作）
  - 『ゴールデン・タカラヅカ』（鴨川清作）

### 第4回宝塚フェスティバル
- 5月21日・22日 大阪・毎日ホール

### 花組
- 9月23日 - 10月2日 名古屋・名鉄ホール
  - 『笛吹きと豚姫』（高木史朗）
  - 『エスカイヤ・ガールス』

### 月組
- 10月14日 - 11月5日 春日井、刈谷、盛岡、大曲、秋田、横手、一ノ関、古川、酒田、山形、仙台、三鷹、八王子、府中
  - 『ユンタ』（郷土芸能研究会）
  - 『レビューへの招待』（高木史朗）

### 雪組
- 11月11日 - 11月17日 金沢、浜田、米子、鳥取、出雲
  - 『火の鳥』（郷土芸能研究会）
  - 『エスカイヤ・ガールス』（鴨川清作）

## 第4回ハワイ公演
- 1966年4月11日羽田空港出発、4月26日羽田空港帰国

公演日と公演地
- 4月14日 - 4月23日 ホノルル（インターナショナルセンターのコンサートホール）

演目
第1部：『日本おどり絵巻』作：白井鐡造・渡辺武夫・小原弘稔
第2部：『レインボー・タカラヅカ』作：高木史朗・小原弘稔
スタッフ
- 団長：内山信愛
- マネージャー：井上稔
- 演出：小原弘稔 ほか（全5名）

参加生徒
- 春日野八千代
- 深山しのぶ
- 水穂葉子
- 杉四季子
- 加茂さくら
- 花野都
- 春日京子
- 高城珠里
- 竹川由起
- 星美沙

- 歌路聖子
- 峯ゆかり
- 八重はるみ
- 天月てるよ
- 川路真沙
- 笹波里花
- 南原美佐保
- 富士ます美
- 水上千弥
- 八千代環

（20名）